# 紅箭特快列車

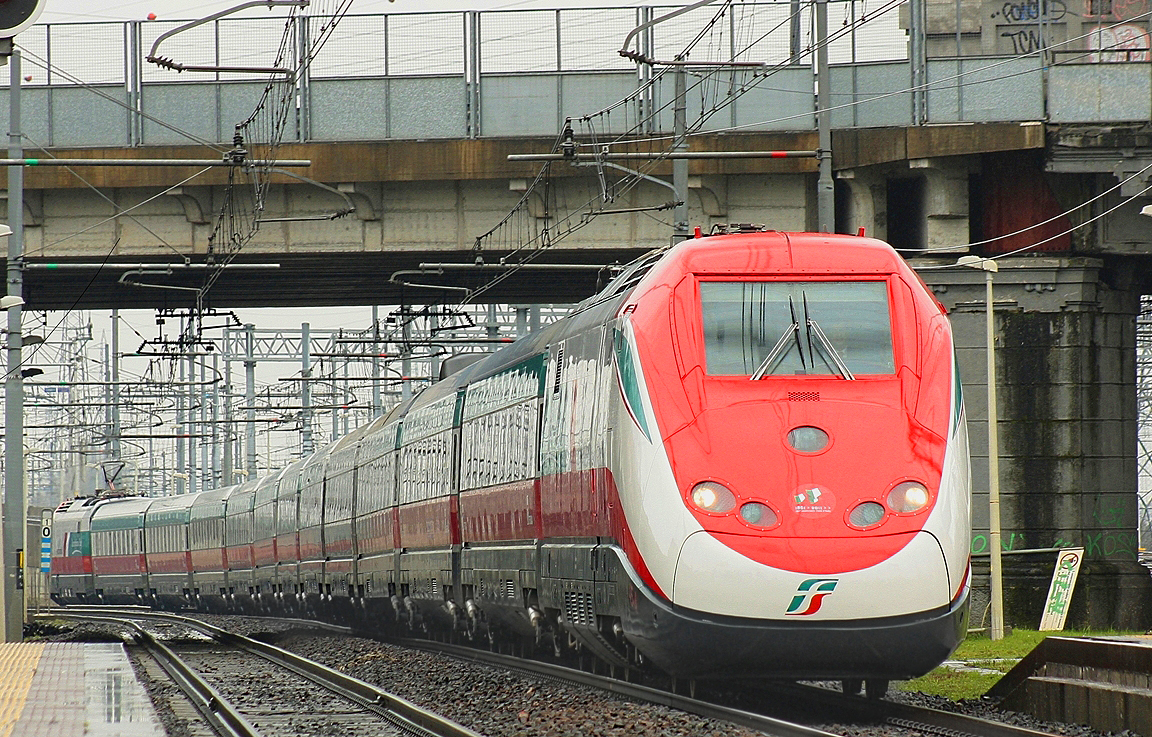
紅箭ETR 500型特快列車

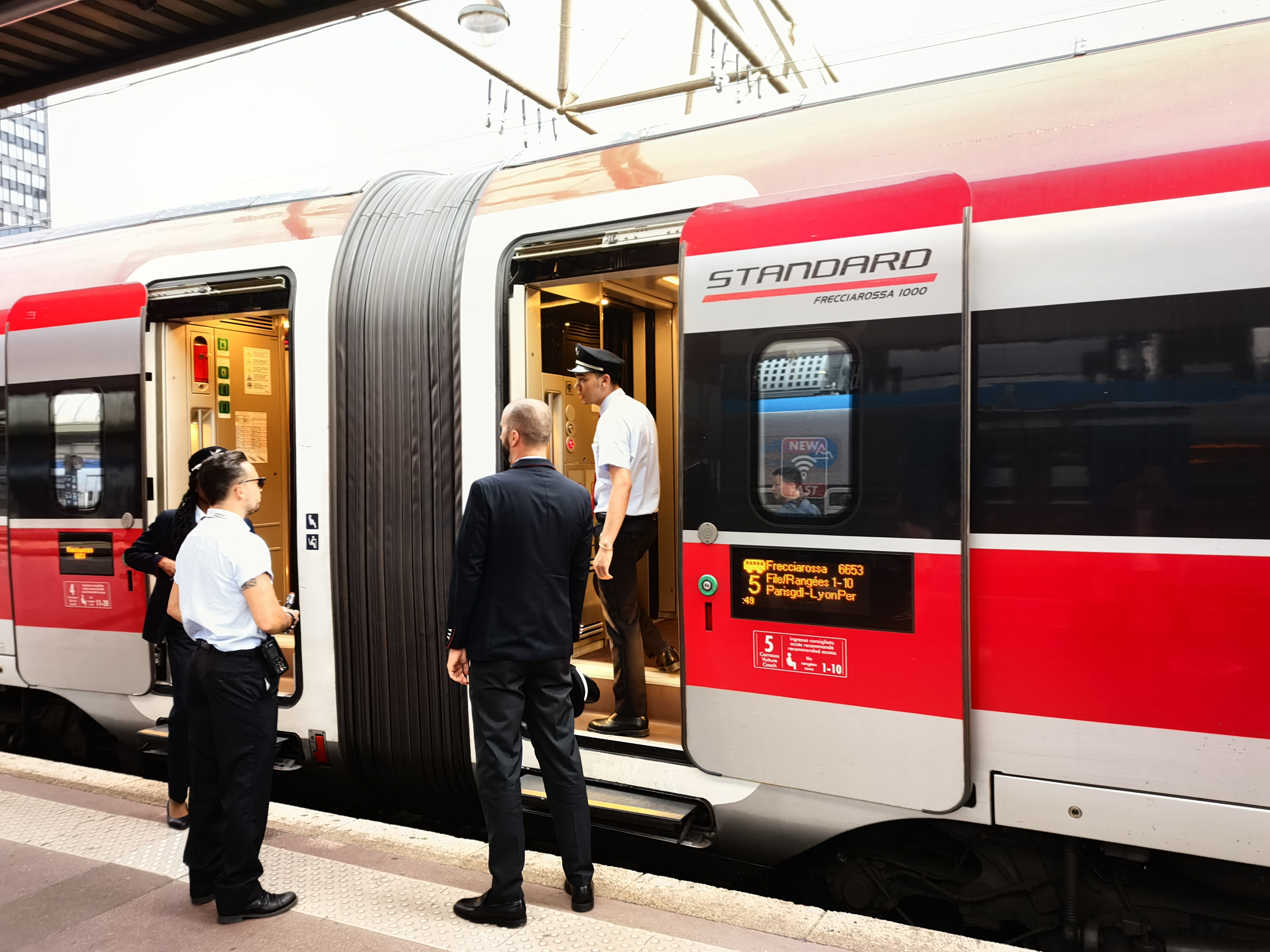
紅箭ETR 1000型特快列車（停靠里昂帕爾迪厄站）

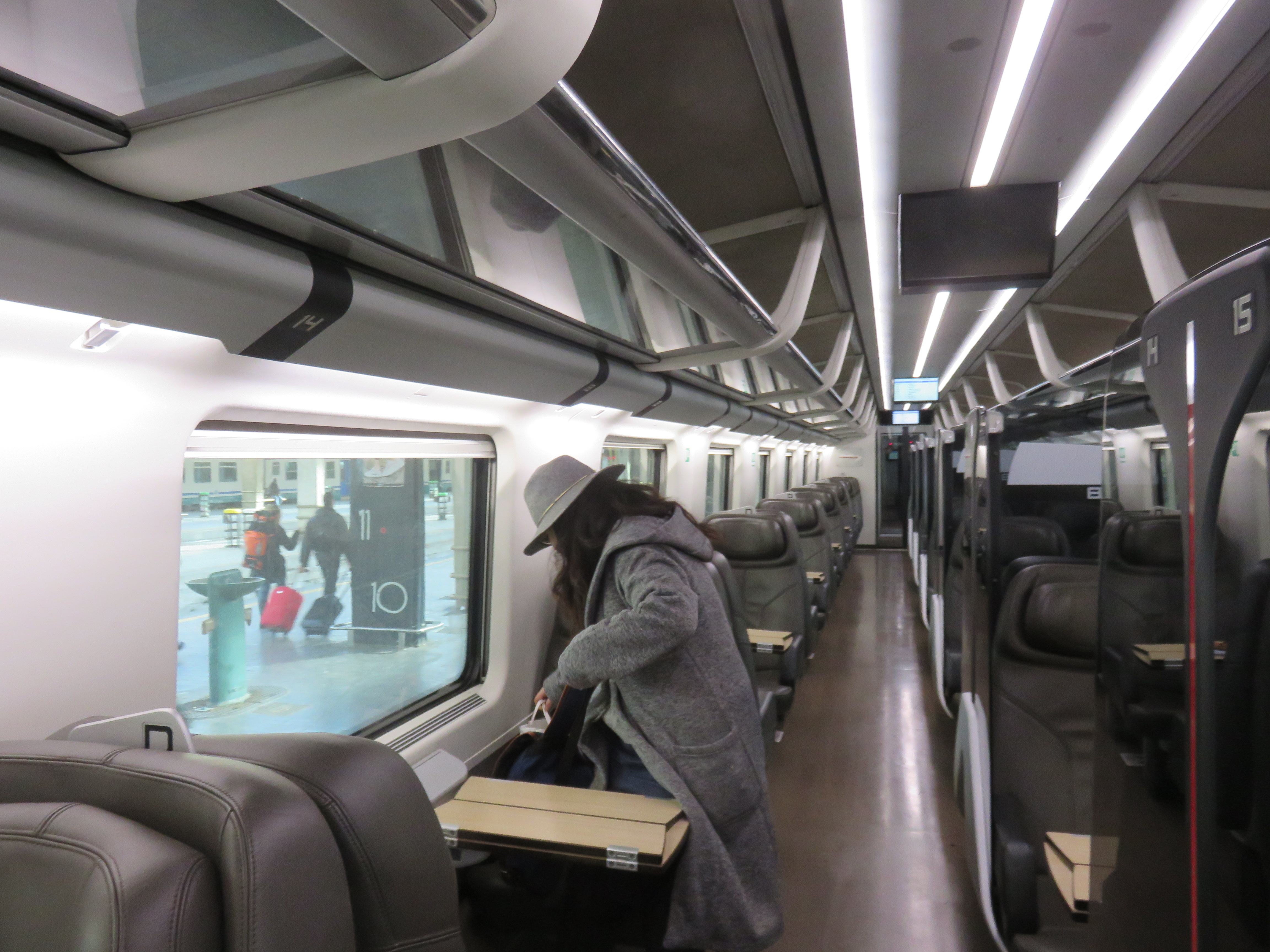
ETR 500型列車商務艙內部

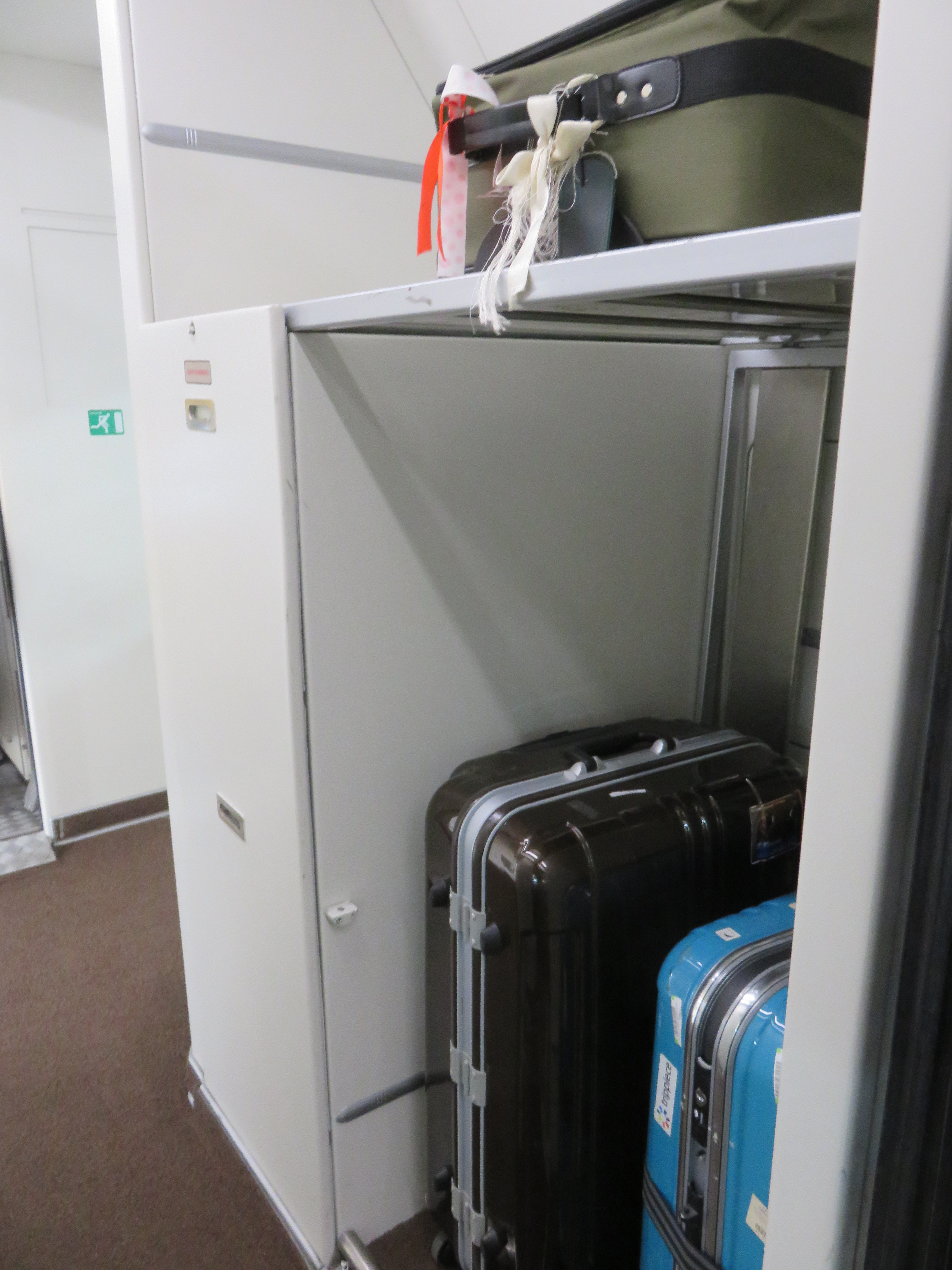
ETR 500型列車商務艙行李架

紅箭特快列車（義大利語：Frecciarossa）是意大利鐵路旗下的高速列車。其前身為意大利歐洲之星。
紅箭特快列車的最高時速可達每小時300公里。其主要競爭對手為新旅客交通。

## 路線
- 都靈 - 米蘭 - 雷焦艾米里亞 - 博洛尼亞 - 佛羅倫斯 - 羅馬 - 那不勒斯 - 薩萊諾
- 威尼斯 - 帕多瓦 - 博洛尼亞 - 佛羅倫斯 - 羅馬 - 那不勒斯 - 薩萊諾
- 米蘭 - 布雷西亞 - 維羅納 - 維琴察 - 帕多瓦 - 威尼斯
- 羅馬 - 佛羅倫斯 - 博洛尼亞 - 維羅納
- 羅馬 - 佛羅倫斯 - 比薩 - 拉斯佩齊亞 - 拉帕洛 - 熱那亞
- 都靈 - 米蘭 - 博洛尼亞 - 里米尼 - 安科納 - 佩斯卡拉 - 福賈 - 巴里 - 萊切/塔蘭托
- 威尼斯 - 帕多瓦 - 費拉拉 - 博洛尼亞 - 里米尼 - 安科納 - 佩斯卡拉 - 福賈 - 巴里 - 萊切
- 羅馬 - 阿夫拉戈拉 – 薩萊諾 – 保拉 – 拉默齊亞 – 羅薩爾諾 – 雷焦卡拉布里亞
- 米蘭 - 都靈 - 莫達訥 - 尚貝里 - 里昂 - 巴黎

## 列車型號
ETR 500型：非擺式列車，最高時速每小時300公里，13輛編組30列(2M11T)共390輛，原為義大利歐洲之星名義來營運。

ETR 1000型(又稱ETR 400)：非擺式列車，最高時速每小時400公里，8輛編組64列(4M4T)共512輛，由龐巴迪運輸以Zefiro 平台設計，龐巴迪運輸及日立製作所旗下子公司日立軌道義大利承造，目前有50列投入營運，2019年，義大利鐵路宣布派遣已加裝駛入法國巴黎對應裝置之2列ETR 1000送往法國測試(第25&第48編組)，並增購8輛編組14列共112輛，其中現役5列及新購14列共19列將具備駛入法國巴黎對應裝置，已於2021年12月正式投入意法國際高鐵(米蘭-巴黎 里昂)班次，未來可對應德國、奧地利、瑞士、比利時、荷蘭及西班牙的國際高鐵網絡，並預留米蘭-法蘭克福、米蘭-慕尼黑、米蘭-維也納、米蘭-蘇黎世、米蘭-布魯塞爾、米蘭-阿姆斯特丹及米蘭-巴塞隆納國際高鐵班次。

紅箭號列車大部分路段均在高速客運專線上，但亦有小部分路段與普速鐵路並行。然而，現時由於軌道限制，列車時速上限為每小時300公里。意大利鐵路正積極把現有鐵路系統水平，使列車可達每小時360公里。

## 意外
2020年2月6日，一輛ETR 1000型列車於義大利北部城市洛迪附近出軌，有兩人死亡。事件發生於05:30，離開米蘭約40公里（25英里）的軌道。 列車撞上了軌道上的貨車，然後撞入建築物，並與火車的其餘車箱分開。第一節車箱反轉了。事件中，兩名司機於事件中喪生，事後，ETR 1000第21編組列車之1&2號車廂因受損嚴重而報廢，3-8號車廂因此封存。